# Kiowa Gordon
Kiowa Joseph Gordon (25 de marzo de 1990, Berlín, Alemania) es un joven actor especialmente conocido por su papel en la saga Twilight como Embry Call.
Actualmente es padre y siempre esta activo en instagram.

## Biografía
Gordon Kiowa nació en Berlín, Alemania. Lugar en dónde su padre, Thomas Gordon, trabajaba. Su familia se trasladó a los EE.UU. en 1992, cuando tenía dos años y creció en Peach Springs, Estados Unidos. Es el séptimo de ocho hermanos (Mac, Sean, Aaron, Josh, Cheyenne, Sariah, y Lakota). Su madre, Camille Nighthorse, también es actriz nativa americana de Arizona y su padre es caucásico. Asistió a la "Escuela Secundaria Cactus Sombras" en Cave Creek, Arizona. Es practicante de la religión mormona y forma parte de la misma iglesia que la autora de la saga Crepúsculo, Stephenie Meyer.

## Carrera
Gordon interpretó a Embry Call en la película Luna Nueva, basada en la novela de Stephenie Meyer del mismo nombre. Según parece, la escritora Stephenie Meyer se acercó a Gordon, un día en la Iglesia, pensando que sería perfecto para la manada de lobos.[cita requerida] Luego asistió a un casting abierto, donde obtuvo el papel del mejor amigo de Jacob Black (Taylor Lautner). Kiowa repitió su papel en las secuelas de la Saga.
Ha sido considerado "tímido y acomplejado" por muchos de sus fanes; que se reunieron en "La Convención Oficial de Twilight."[cita requerida]
Además de actuar Kiowa es también vocalista. Se encuentra en una banda llamada Touché con sus tres amigos: Lucas Blanchard, Randy Leyva, y Burrows Ross.

## Vida personal
Actualmente reside en Los Angeles. 
El 10 de agosto de, Gordon fue arrestado después de que la policía descubriera que había una orden de arresto activa referente a un incidente de DUI en. En dicho incidente, fue encontrado en posesión de alcohol siendo menor de edad y en posesión de drogas. La orden de arresto fue emitida después de que Kiowa no se presentó en el Tribunal Municipal.

## Filmografía
| Año  | Película                                  | Personaje        | Notas         |
| ---- | ----------------------------------------- | ---------------- | ------------- |
| 2009 | The Twilight Saga: New Moon               | Embry Call       |               |
| 2010 | The Twilight Saga: Eclipse                | Embry Call       |               |
| 2011 | The Twilight Saga: Breaking Dawn - Part 1 | Embry Call       |               |
| 2012 | The Projectionist                         | Locklear privado |               |
| 2012 | The Lesser Blessed                        | Johnny Beck      |               |
| 2012 | The Twilight Saga: Breaking Dawn - Part 2 | Embry Call       |               |
| 2012 | Killing Games                             | Sean             | Preproducción |
| 2013 | Murder for Dummys                         | Andrew           | Preproducción |
| 2013 | Into the Darkness                         | Brad             | Preproducción |
| 2013 | Friend Request                            | Blake            | Preproducción |